# Business Behaviour
Business Behaviour (britisches Englisch; auch Business Behavior) bedeutet ein den Erwartungen entsprechendes, soziales Verhalten im beruflichen Alltag. Im Geschäftsleben gibt es in verschiedenen Berufen, Branchen, Regionen und Hierarchieebenen spezielle, zumeist kulturell beeinflusste und sozial geprägte Erwartungen an die Beteiligten. Das Erfüllen dieser Erwartungen gilt als Zeichen der Zugehörigkeit zu der Gruppe derer, die in dieser Branche, Region oder Hierarchieebene tätig sind, und entscheidet maßgeblich über Erfolg oder Misserfolg der weiteren Geschäftsbeziehungen. 
Insbesondere in kulturübergreifenden Geschäften kann man ohne bewusste Erwartungen nicht sicher sein, wie sich der Geschäftspartner bei einem Geschäftstermin wahrscheinlich verhalten wird. Und ohne Erwartungen, die sich auf die Erwartungen des Gegenübers beziehen (= Erwartungserwartungen), kann man nicht wissen, an welche Erwartungen man sein eigenes Verhalten während des Termins anpassen soll. 
Konstruktive Kommunikationsprozesse im Geschäftsleben basieren somit darauf, dass die Geschäftspartner zueinander passende Erwartungen und Erwartungserwartungen bilden. Dadurch kann eine Handlung/Kommunikation eines Geschäftspartners an eine vorherige Handlung/Kommunikation des anderen Geschäftspartners anschließen, so dass es zu einer stabilen sozialen Situation kommt. 
Erwartete Verhaltensformen im Geschäftsleben haben nur in einem gewissen Maße mit fixierten Regeln zu tun und beziehen sich im Wesentlichen auf die Achtsamkeit und die Wertschätzung gegenüber dem Geschäftspartner. Das Kennen und Umsetzen des den Erwartungen verschiedener Geschäftspartner entsprechenden, sozialen Handelns ist eine wichtige Grundlage für ein angemessen selbstbewusstes Auftreten, das vom Gegenüber zumeist mit Kompetenz assoziiert wird. Das fortgeführte Enttäuschen von Erwartungen der Geschäftspartner hinsichtlich des gezeigten soziales Verhaltens führt unweigerlich zu Irritationen, die zu Spannungen, zu Konflikten und bis zum Abbruch der Geschäftsbeziehungen der Akteure ausufern können.
Insbesondere für das Vorankommen in den verschiedenen Netzwerken ist es unabdingbar, die jeweils erwarteten Verhaltensweisen und die kulturellen Codes zeigen zu können. Ohne diese Fähigkeit bleibt ein langfristiger Zugang zu solchen Netzwerken verschlossen.